# Kvist
Kvist byla norská black metalová kapela založená v roce 1993 v norském městě Hønefoss. Její tvorba by se dala popsat jako melodický či atmosférický black metal.
Členy kapely byli Tom Hagen (vokály, baskytara), Hallvard Wennersberg Hagen známý jako Vergrimm (kytara, klávesy, hrál i v Xploding Plastix, Red Light District, The Electones), Endre Bjotveit (bicí) a Trondr Nefas známý jako Alastor (kytara, hrál v Urgehal, Beastcraft, Vulture Lord, In Lingua Mortua).
V roce 1994 vyšlo první demo a v roce 1996 debutní a zároveň poslední studiové album s názvem For Kunsten Maa Vi Evig Vike (česky Pro umění si musíme navždy odříkat) vydané společností Avantgarde Music. V roce 1997 se kapela rozpadla.

## Diskografie

### Demo nahrávky
- Demo (1994)
- Rehearsal '94 (1994)

### Studiová alba
- For Kunsten Maa Vi Evig Vike (1996)